# Rezolucja Rady Bezpieczeństwa ONZ nr 247
Rezolucja Rady Bezpieczeństwa ONZ nr 247 została przyjęta jednomyślnie 18 marca 1968 r.
Rada potwierdziła swoje poprzednie rezolucje w kwestii cypryjskiej oraz przedłużyła mandat Sił Pokojowych ONZ na Cyprze na kolejne 3 miesiące, do dnia 26 czerwca 1968 r.
Rada wezwała również wszystkie zaangażowane strony do dalszego działania z największą powściągliwością oraz pełną współpracę z siłami pokojowymi.